# Гранди-Сан-Луис

Гранди-Сан-Луис на карте.

Гранди-Сан-Луис (порт. Região Metropolitana da Grande São Luís)  —  крупная городская агломерация в Бразилии. Входит в штат Мараньян. Население составляет 1 211 270 человек на 2007 год и 1 403 111 человек 2014 год. Занимает площадь 1.410,015 км². Плотность населения — 995 чел./км².

## Статистика
- Валовой внутренний продукт на 2005 составляет 9.824.063.384 реалов (данные: Бразильский институт географии и статистики).
- Валовой внутренний продукт на душу населения на 2005 составляет 8.002,28  реалов (данные: Бразильский институт географии и статистики).
- Индекс развития человеческого потенциала на 2000 составляет 0,766 (данные: Программа развития ООН).

## Состав агломерации
В агломерацию входят следующие муниципалитеты:
1. Сан-Луис